# Paul Truong

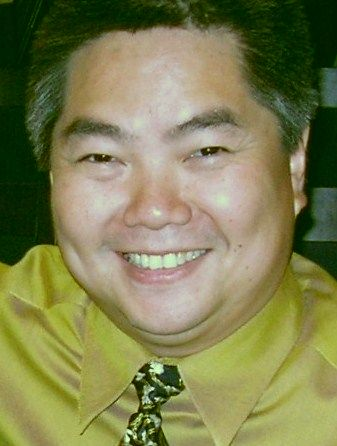
Paul Truong vào năm 2008 tại Dresden

Paul Truong (sinh ngày 2 tháng 6 năm 1965) là một kỳ thủ, huấn luyện viên, nhà quảng bá và nhà tổ chức cờ vua của Mỹ.

## Tiểu sử
Truong được sinh ra với tên đầy đủ Trương Minh Hoài Nhân tại Sài Gòn, Việt Nam.
Truong học chơi cờ cùng cha từ lúc năm tuổi và chơi cho Trung tâm thể thao quốc gia tại Sài Gòn. Từ nhỏ tuổi, ông đã vô địch nhiều giải cờ vua do Trung tâm thể thao quốc gia tổ chức. Các giải này được coi như giải vô địch quốc gia không chính thức của Việt Nam cộng hòa. Tổng cộng, ông vô địch bốn lần giải dưới 21 tuổi hàng năm kể từ lúc lên 5 và năm lần vô địch giải người lớn hàng năm kể từ khi lên 8.

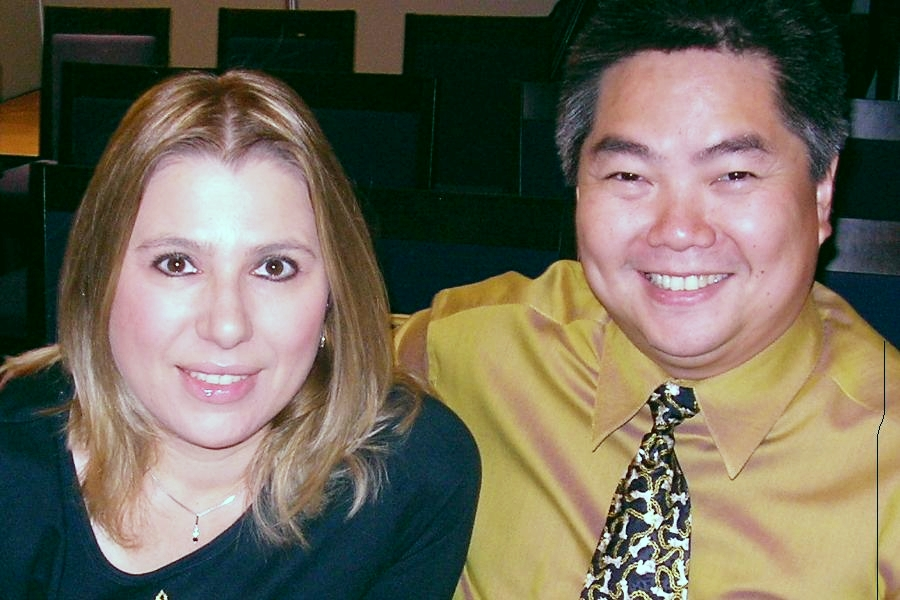
Susan Polgar và chồng Paul Truong, Chess Olympiad 2008

Với tư cách là một kỳ thủ, ông giữ danh hiệu Kiện tướng quốc gia và Kiện tướng suốt đời của USCF và danh hiệu Kiện tướng củaFIDE.
Với tư cách là nhà quảng bá và tổ chức, ông kết hôn với cựu vô địch cờ vua thế giới Susan Polgar. Đồng thời, ông cũng là nhà quản lý kinh doanh và phó chủ tịch hiệp hội Susan Polgar Foundation. Truong tổ chức và quảng bá hầu hết các sự kiện mà Polgar tham gia kể từ khi bà chuyển tới Mỹ sinh sống. Ông cũng là Chủ tịch Ủy ban Polgar của Hiệp hội cờ vua mỹ giám sát giải cờ vua cho nữ thiếu niên quốc gia Susan Polgar. Vào tháng 5 năm 2007, Truong trở thành Giám đốc tiếp thị và quảng bá của Học viện cờ vua Susan Polgar SPICE) và trợ lý huấn luyện viên của đội cờ vua Đại học kỹ nghệ Texas trong khi Polgar là Giám đốc điều hành của SPICE và huấn luyện viên trưởng.
Truong cũng phối hợp cùng Polgar trong hầu hết các sách và video của bà và cùng là đồng tác giả của rất nhiều mục và bài báo về cờ vua. Năm 2003, Polgar và Truong đoạt giải Cramer về mục cờ vua hay nhất và 3 giải Báo chí cờ vua Mỹ về mục trên tạp chí hay nhất, mục phân tích trận đấu hay nhất và mục quảng bá cờ vua hay nhất Họ còn giành giải Chess Journalist of America Award 2004 dành cho mục báo kết thúc ván hay nhất trong Chess Horizons.
Năm 2004, Truong là đội trưởng và giám đốc của đội cờ vua nữ Mỹ cho giải Vô địch cờ vua thứ 36, và đã đoạt huy chương bạc sau khi đánh bại đội tuyển Việt Nam trong vòng cuối.

## Tham chiếu
1. 1 2  Chessgames (2009). The chess games of Paul Truong. Truy cập 2009-06-11 from http://www.chessgames.com/perl/chessplayer?pid=85820.
2. ↑  References for this include Paul Truong: Happy to be a USCF Member, Chess Life, September 1986, p.26 Lưu trữ ngày 27 tháng 9 năm 2007 tại Wayback Machine and Interview of Paul Truong by Susan Polgar, 4 Aug 2003. Independent verification is difficult, due to the lack of sources from South Vietnam following the Fall of Saigon in 1975.
3. ↑  Hoainhan Truong FIDE rating card shows the FIDE Master title and a rating sufficient for the USCF titles
4. ↑  Susan Polgar Chess and Information Blog: A special thank you to all!
5. ↑  ngày 12 tháng 5 năm 2007 news release from Texas Tech University titled Texas Tech Hires Chess World Champion, Establishes Excellence Institute
6. ↑  "CJA Awards 2003". Bản gốc lưu trữ ngày 27 tháng 4 năm 2016. Truy cập ngày 22 tháng 8 năm 2013.
7. ↑  "CJA Awards 2004". Bản gốc lưu trữ ngày 21 tháng 6 năm 2012. Truy cập ngày 22 tháng 8 năm 2013.
8. ↑  2004 United States Women's Olympiad Team Lưu trữ ngày 9 tháng 5 năm 2008 tại Wayback Machine, USCF web site
9. ↑  OlimpBase:: 36th Chess Olympiad (women), Calvia 2004, final A, round 14